# بنای تاریخی

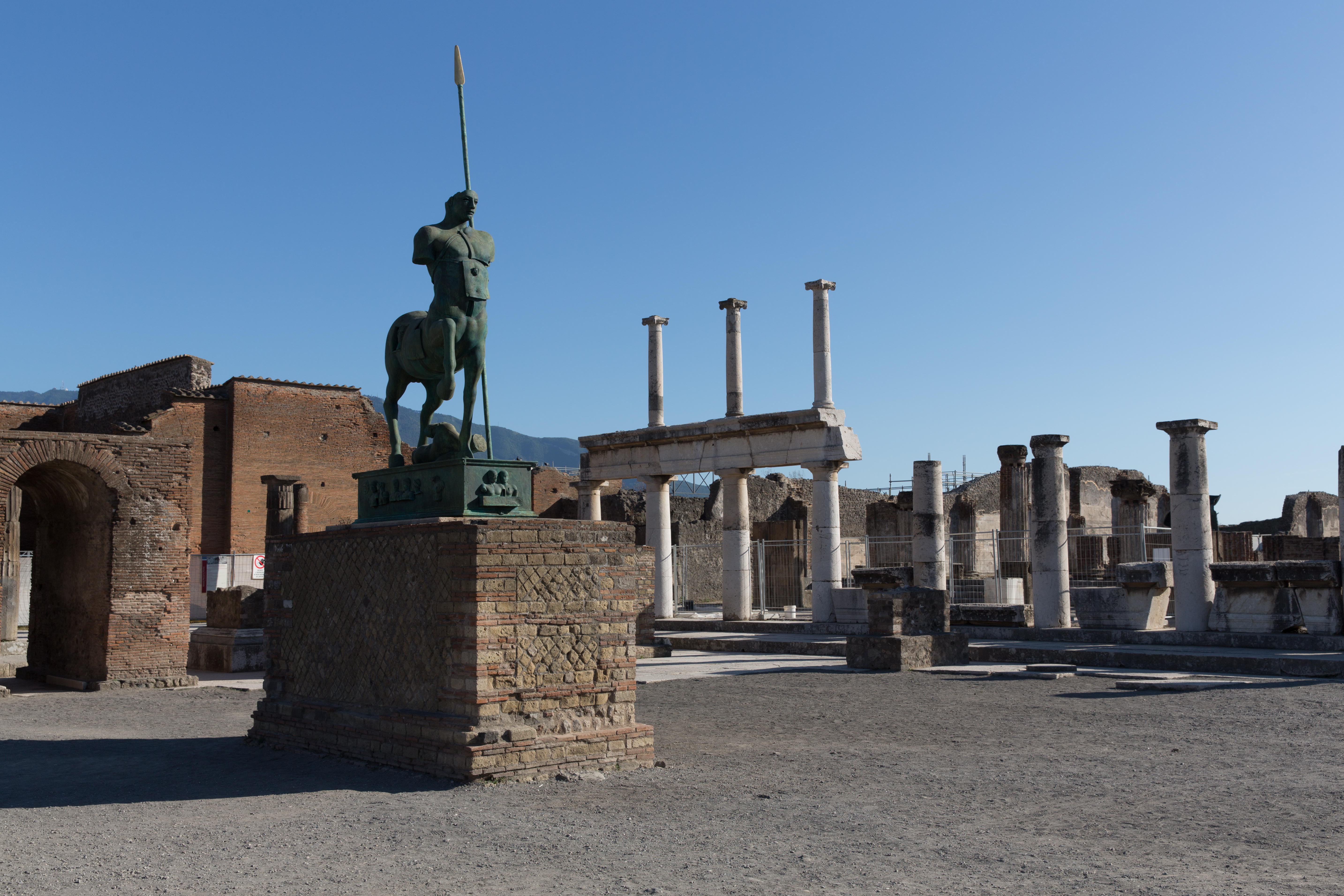
یکی از بهترین نمونه‌های یک مکان تاریخی شناخته شده در اروپا، سایت باستانی روم باستان شهر پمپئی است که به مدت ۱۵۰۰ سال زیر ۴ تا ۶ متر خاک و خاکستر مدفون مانده‌بود.

بنای تاریخی (به انگلیسی: Historic site)، یک مکان، سایت، محوطه یا میراث تاریخی رسمی مکانی است که در آن پاره ویا پاره‌هایی از تاریخ سیاسی، نظامی، فرهنگی، و اجتماعی به دلیل ارزش میراث فرهنگی آن‌جا نگاهداری شده‌است. مکان‌های تاریخی معمولاً توسط قانون و نهادهای قانونی محافظت می‌شوند، و بسیاری از آنها به طور رسمی سایت تاریخی ملی شناخته شده‌اند. یک سایت تاریخی ممکن است ساختمان، چشم‌انداز، سایت یا یک ساختار باشد که از اهمیت محلی، منطقه‌ای، یا ملی برخوردار است.

## بازدید کنندگان مکان‌های تاریخی
مکان‌های میراثی تاریخی و دیگر جاهای میراثی، اغلب به گونه‌ای نگهداری می‌شوند که برای بازدید عمومی آمادگی داشته‌باشند. بازدید کنندگان ممکن است با احساسی نوستالژیک (آمیزه‌ای از غم افسوس و شادی افتخار)، برای دوران گذشته، در پی فراگیری آموزه‌هایی دربارهٔ بخشی از میراث فرهنگی خود، یا علاقه‌مندی‌های متعارف عمومی در یادگیری بیشتر در مورد بافت تاریخی این گونه سایت‌ها از آنها بازدید کنند. بسیاری از سایت‌ها تورهایی توسط کارکنان آموزش دیدهٔ سایت برای بازدید کنندگان، ارائه می‌دهند. این تورها برای نشان دادن و تفسیر چگونگی زندگی در زمانی که آن سایت آن دوره را نمایندگی می‌کند راه‌اندازی شده‌اند. سایت همچنین می‌تواند مجهز به یک «مرکز بازدید کننده» (ویزیتور سنتر) با معماری و امکانات مدرن‌تر باشد، که به عنوان درگاهی بین جهان خارج و سایت تاریخی ایفای نقش می‌کند، و اجازه می‌دهد تا بازدید کنندگان بتوانند برای کسب برخی از دانستنی‌های سایت؛ بدون در معرض آلودگی قرار دادن بیش از حد بخش‌های حساس آن، به اطلاعات مورد نیاز خود دست‌رسی داشته باشند.